# 大明石斛
大明石斛（学名：Dendrobium speciosum），又名美丽石斛，是於兰科石斛兰属的植物，广泛分布於澳大利亚，是一种变种非常繁多的蘭花，是一个复合种。其变种的的栖息地也非常多样，可以是附生在热带雨林的树枝上，也可以是生长在开阔森林的砂岩上，遍布於澳大利亚东海岸，以及南回歸線附近。地生大明石斛，会在岩石或悬崖上群生成巨大的花丛，它们的根会聚集在一起，形成一张紧密厚实的根床，紧紧的抓住岩石。它们在海拔0米至山顶上都有生长。

## 命名

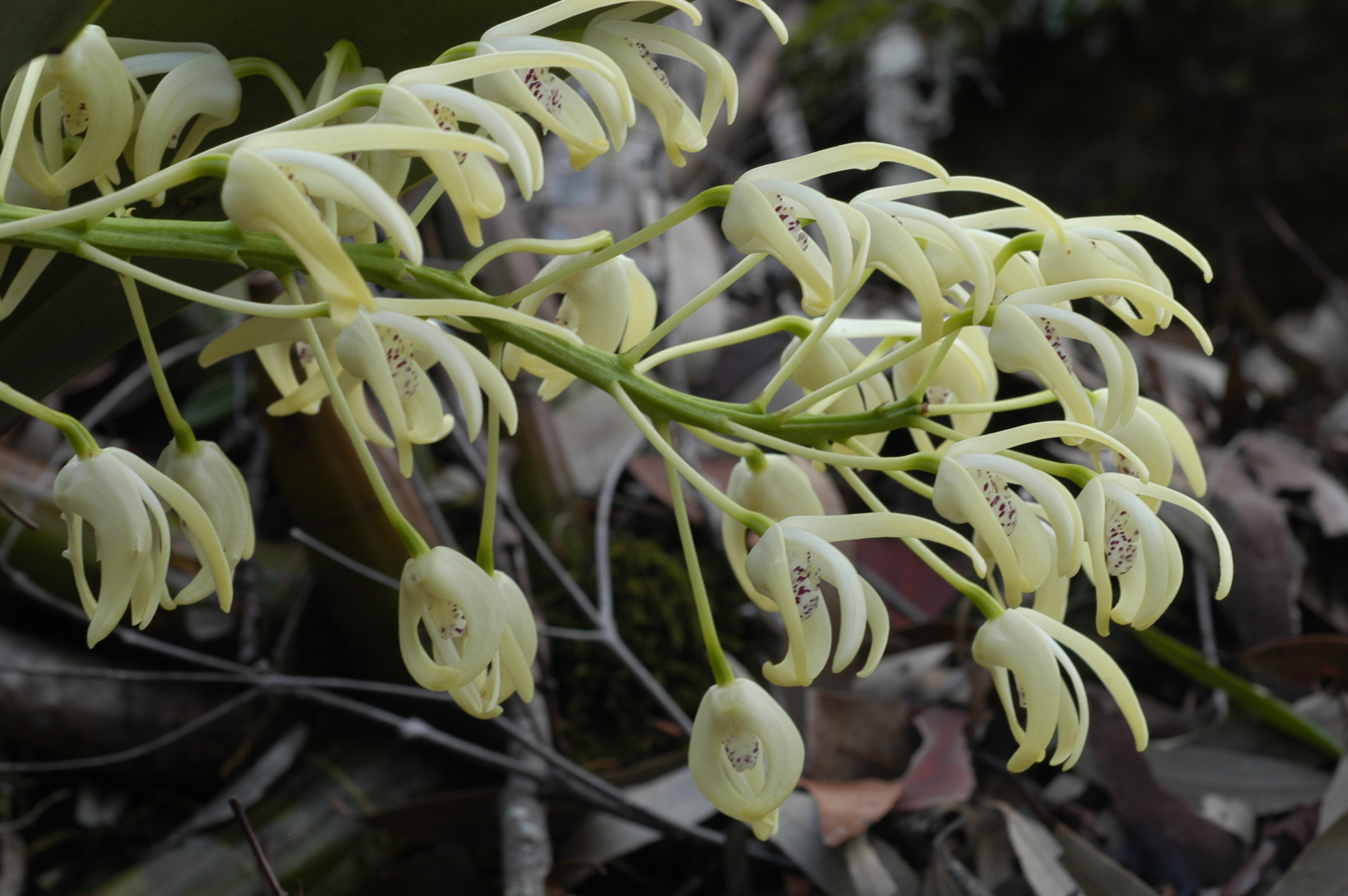
花序

大明石斛是非常受欢迎的栽培植物，最初是由詹姆斯·爱德华·史密斯爵士（Sir James Edward Smith，1759年－1828年）命名。最初的标本是由首席医师J·怀特（J White）在杰克逊港发现，并送给了史密斯爵士。

## 特征
大明石斛的每个假鳞茎会长出2－5片厚实的羽状叶，这些叶片可以植株上生存12年。假鳞茎直立或弯曲，长达45厘米，基部粗，直径达5－7厘米，至先端渐细，直径3厘米。艳丽的花朵形成总状花序，茎挺直或微弯，富含淀粉，可炒食，每茎能开100多枚花，花为白色或淡黄色，花期8－10月。白色唇瓣上有紫色斑点，并有红色和紫色脉纹。

## 变种

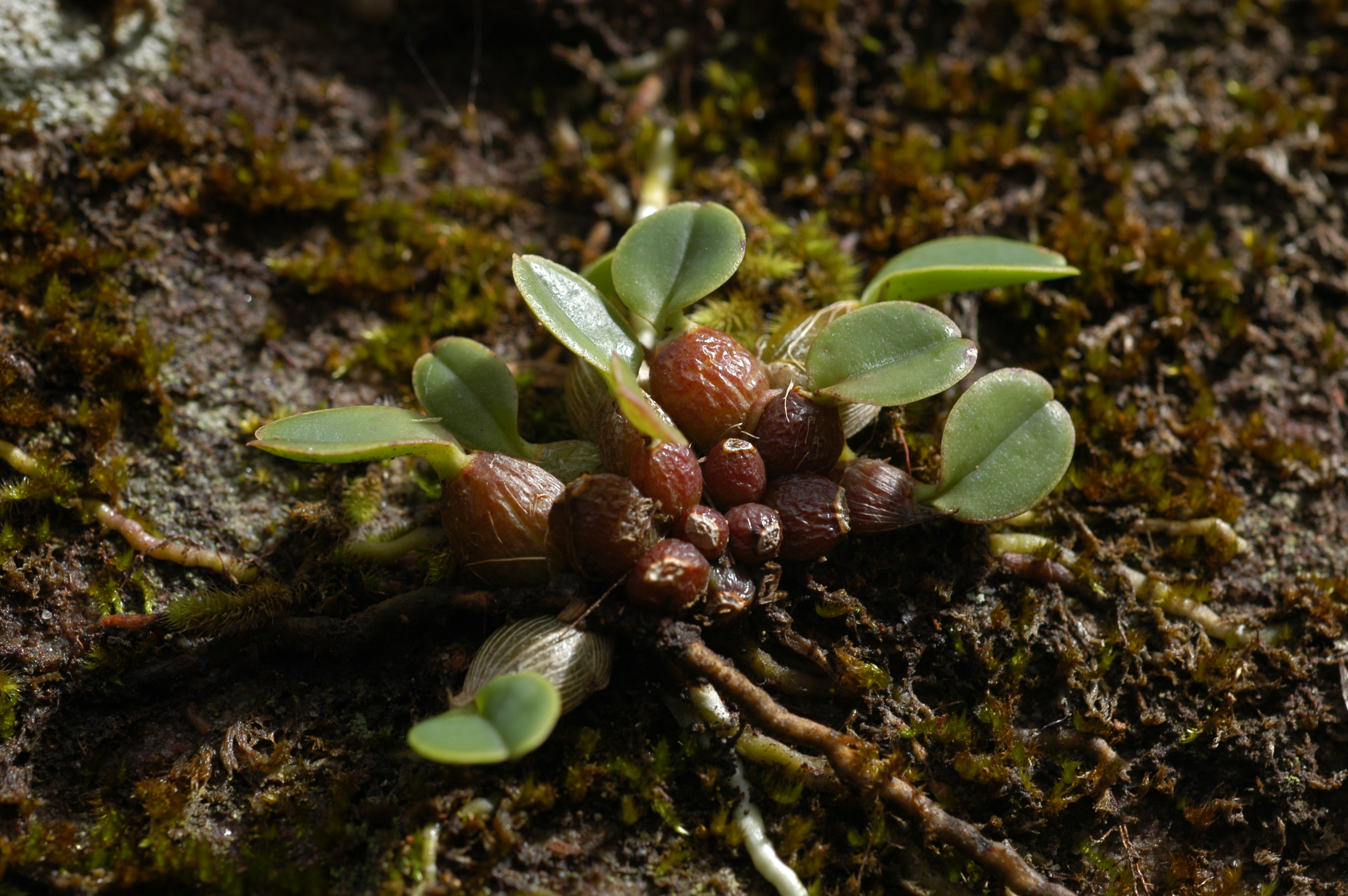
假鳞茎和叶片

大明石斛的变种众多，是一系列变种形成的复合种。下列变种根据形态学数据划分（Adams等，2006年）。
其中一些变种，如var. hillii分布在特定的地点，并不符合严格的变种描述，而是由地理位置确定，而且所有的变种都可接受各自的花粉，产生变种间杂交的种子。
此复合种最初是由Dockrill於1969年描述，并由多位学者确认（Clemesha 1981a，1981b，1986，Clements 1989，Banks & Clemesha 1990和Adams 1991）。

### Dendrobium speciosumvar.speciosumSm, 1804

#### 分布
分布於维多利亚州东部Genoa，向北延伸至新南威尔士州的巴林顿山（Barrington Tops）布拉代拉（Bulahdelah），向西延伸200千米至新南威尔士州密芝（Mudgee）附近的Munghorn Gap。

#### 形态

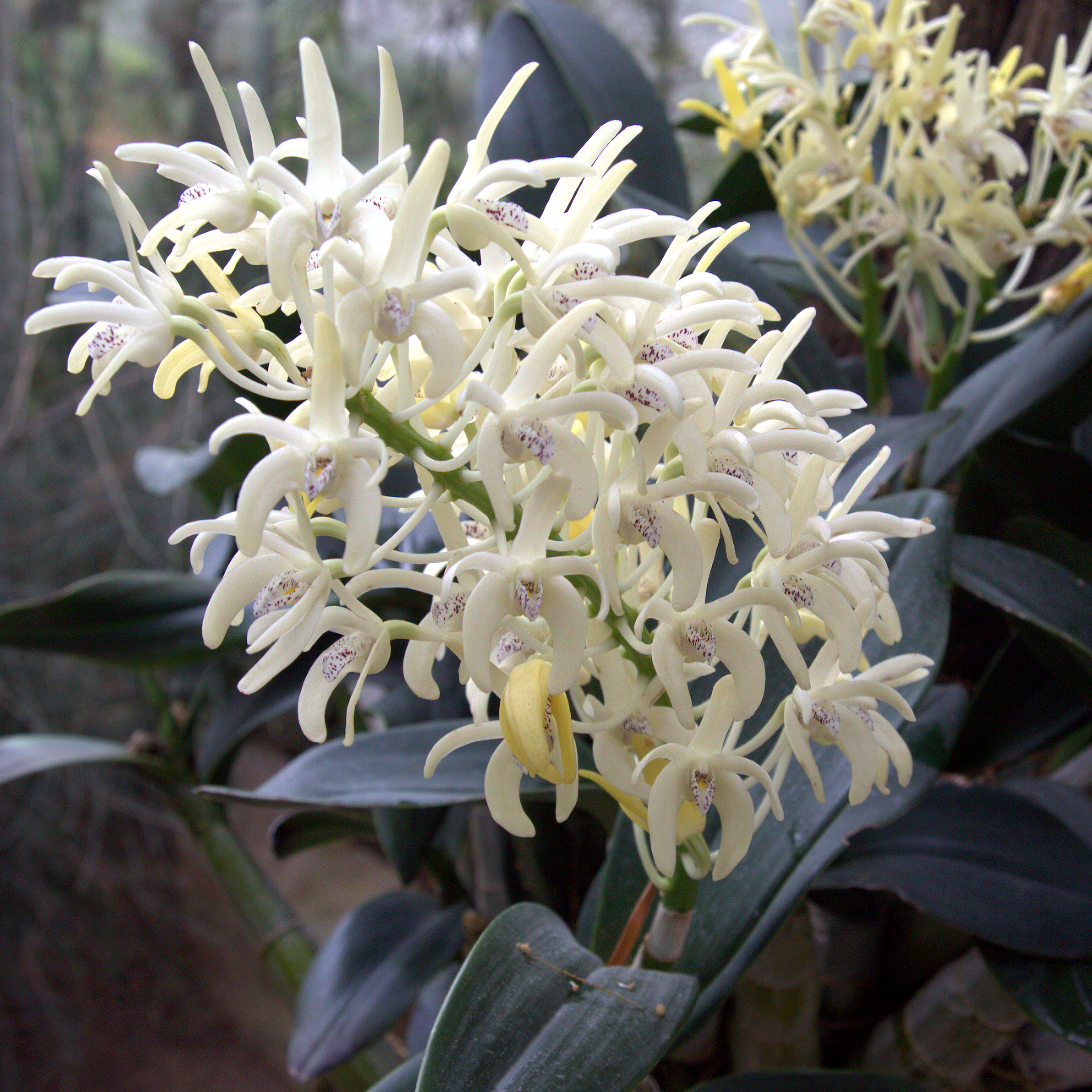

株形多变，一般为坛形或篮形，茎轴弯曲或较直。一般无气生根，但偶尔也会生长。茎轴和叶片在直射光下可观察到色素沉积。茎生叶通常基部宽，先端渐尖，为圆形至卵形，挺直或微弯，长13－51厘米，中部宽2.1－4.5厘米，基部宽2.8－6.0厘米，先端宽1.4－3.2厘米；顶生叶2－5枚，挺直或笔直，表面凹陷，亚椭圆形至卵圆形，偶有倒披针形，基部相对宽，有叶鞘，长9－20厘米，宽4－12厘米，厚1－2毫米。总状花序1－4个，长14.5－57厘米；花梗长5－16厘米，直径4.6－9.5毫米，具1－4中型苞片；花序轴长15－41厘米，生有18－115枚花，花可以是分散分布，也可以密集成丛生长。花柄和子房总长2.7－5.6厘米。花大小各异，由於物质环境不同可能会适量开放或大面积开放，竖直高度4.2－8厘米，水平宽度4.3－7.8厘米，花色为白色至深黄色，唇瓣前裂片和中裂片散布有不同形态的紫色斑点和小条带。背萼片长2.5－4.6厘米，基部宽0.4－1.0厘米，至先端渐缩为钝圆形；侧萼片长1.8－3.9厘米，基部宽0.7－1.2厘米，长钩形，先端钝。花瓣长2.2－4.1厘米，宽2－5毫米，微钩曲，先端急尖。唇瓣长1.1－1.7厘米，平展後宽0.8－1.5厘米，向内弯曲，近似三角形；前裂片长0.6－0.9厘米，宽0.8－1.5厘米，向内弯曲，近似三角形；中裂片有短爪，长0.3－0.8厘米，平展後宽0.6－1.2厘米，弯管形，先端短急尖；胼胝体微微抬起，有2脊，黄色至橙色。花柱长4－5毫米，柱基垂直於花柱，长5－6毫米。萼囊二裂，圆形，从子房至先端长6－7毫米。花期8－10月，在维多利亚州东部可至11月。

#### 生态
大型植物，生长力旺盛，会在大分水岭东部的悬崖峭壁上形成庞大的集群，覆盖整个岩石表面。生长於海拔0米至山顶的开放式和密闭式硬叶林和雨林中。在雨林中，此变种一般地生，少有附生，偶而长出气生根。假鳞茎基部宽，先端往往渐尖并弯曲。花较大，分布均匀，常有园艺优良品种出现。大花品种一般分布区北部，花色为纯白色至金黄色。此变种在株形、大小和花的尺寸上有明显的个体差异，但这种差异与其北方分布的变种相比要小些，并与主要分布在猎人河（Hunter River）的var. hillii形成过渡种。

### Dendrobium speciosumvar.hilliiMast., 1877

#### 分布
常见於新南威尔士州中东部的霍克斯伯里河（Hawkesbury River）以南、昆士兰南部的蜜山（Mount Mee）和鸦巢国家公园（Crows Nest National Park），与var. grandiflorum形成过渡种。

#### 形态
株形多变，高大挺拔，普遍生长气生根，在雨林中尤其气生根尤其明显且林立。茎生叶表面非常平，挺直或极微弯，长16－68厘米，中部宽1.8－5.2厘米，基部宽1.4－4.4厘米，先端宽1.5－4.2厘米；顶生叶2－5枚，大型，挺直，表面凹陷，亚椭圆形至倒披针形，偶有卵圆形，基部相对宽，有叶鞘，长13－28厘米，宽6－12厘米，厚1－2毫米。总状花序1－4个，长26－65厘米；花梗长6－13.6厘米，直径4－9.5毫米，具1－4中型苞片；花序轴长20－51厘米，生有44－221枚花，花可以是分散分布，也可以密集成丛生长。花柄和子房总长2.3－4.6厘米。花小型至中型，大小各异，可能为杯状，竖直高度3.4－5.2厘米，水平宽度2.9－5.3厘米，花色为白色至淡黄色，唇瓣前裂片和中裂片散布有不同形态的紫色斑点和小条带。背萼片长1.9－3.7厘米，基部宽0.4－0.6厘米，至先端渐缩为钝圆形；侧萼片长1.4－2.7厘米，基部宽0.6－0.9厘米，长钩形，先端钝。花瓣长1.8－3.2厘米，宽2－3毫米，微钩曲，先端急尖。唇瓣长0.8－1.3厘米，平展後宽0.7－1.0厘米，向内弯曲，近似三角形；前裂片长0.5－0.8厘米，宽0.7－1.0厘米，向内弯曲，近似三角形；中裂片有短爪，长0.3－0.5厘米，平展後宽0.5－0.8厘米，弯管形，先端短急尖；胼胝体微微抬起，有2脊，黄色至橙色。花柱长4－5毫米，柱基垂直於花柱，长4－6毫米。萼囊二裂，圆形，从子房至先端长5－6毫米。花期8－10月。

### Dendrobium speciosumSm.var.blackdownenseP. B.Adamsvar. nov.

#### 分布
模式产地为昆士兰莱卡特区（Leichhardt）布莱克当台地（Blackdown Tableland），是株形和花形个体差异最大的一个变种，在其分布区内株高和外形变化极大，分布区北端为布莱克当台地北界，向南延伸至远征山脉（Expedition Range），界限不确定。

#### 形态
植株大小和外观个体差异大，偶尔会长出气生根，茎轴和叶片在直射光下可观察到色素沉积。茎生叶为圆形至卵形，挺直或微弯，长9－28厘米，中部宽2.1－3.8厘米，基部宽1.9－4.6厘米，先端宽1.5－3.2厘米；顶生叶2－4枚，挺直，表面凹陷，长9－20厘米，宽4.3－7厘米，卵圆形至亚椭圆形，小型植株上为宽椭圆形，基部有叶鞘，亚椭圆形至亚长方形，厚1－2毫米。总状花序1－3个，长23－58厘米；花梗长8－15.5厘米，直径4－6毫米，具1－4中型苞片；花序轴长15－42厘米，生有14－113枚花，花可以是分散分布，也可以密集成丛生长。花柄和子房总长2.3－3.7厘米，每朵花的大小和形态差异很大，竖直高度3.5－5.4厘米，水平宽度3.9－5.4厘米，花色为白色至深黄色，唇瓣前裂片和中裂片散布有不同形态的紫色斑点和小条带。背萼片长1.8－3厘米，基部宽0.5－0.8厘米，至先端渐缩为钝圆形；侧萼片长1.6－2.4厘米，基部宽0.7－1厘米，长钩形，先端钝。花瓣长1.8－2.7厘米，宽3－4毫米，微钩曲，先端急尖。唇瓣长0.8－1.3厘米，平展後宽0.9－1.2厘米，向内弯曲，近似三角形；前裂片长0.5－0.7厘米，平展後宽0.9－1.2厘米，向内弯曲，近似三角形；中裂片有短爪，长0.3－0.6厘米，平展後宽0.7－1.0厘米，弯管形，先端短急尖；胼胝体微微抬起，有2脊，黄色至橙色。花柱长约5毫米，柱基垂直於花柱，长约6毫米。萼囊二裂，圆形，从子房至先端长约7毫米。花期8－9月。

#### 生态
此变种的种群由东海岸的大分水岭向西至卡那封峡谷（Carnarvon Gorge）生长的植物划分开来，分界线是不适合大明石斛生长的洪泛平原。此变种一般为地生，株形为坛形或篮形，偶尔附生於硬叶林、干旱雨林或悬崖上向外伸出的裸露岩石，常与槲蕨属（Drynaria）在远离火源的大鹅卵石共生形成密集群落。较大型的植株会有多个气生根，但并不发达。某些植株在成熟时会非常矮小且密集。虽然此变种的个体差异很大，但是还是能区分出此变种与var. carnarvonense，因为後者生长得更为茁壮，花大且茂密。此变种与var. capricornicum在花和植株的特征上也有很多重叠，不过由於後者的茎轴和叶较短，株形更端正，花期更早（5－6月），仍可区分出两个变种。

### Dendrobium speciosumSm.var.carnarvonenseP. B.Adamsvar. nov.

#### 分布
模式产地为昆士兰莱卡特区卡那封峡谷，分布於卡那封峡谷地区，此变种由地理因素与其他变种分开。此变种的变种加词源自其分布区。

#### 形态
生长茁壮，株形为坛形或篮形，假鳞茎基部宽，先端渐尖。偶尔长出气生根，茎轴和叶片在直射光下可观察到色素沉积。茎生叶为圆形至卵形，微弯，长15－33厘米，中部宽2.1－3.1厘米，基部宽2－5.2厘米，先端宽1.3－3.2厘米；顶生叶2－3枚，挺直或笔直，表面凹陷，亚椭圆形至倒披针形或卵圆形，基部有叶鞘，长14.8－24厘米，宽4.6－7.4厘米，凹陷，挺直，厚1.2－2.0毫米。总状花序粗大，1－2个，21－47厘米长；花梗长7－14.8厘米，直径4.5－7毫米，具1－4中型苞片；花序轴长14.5－31.5厘米，生有25－87枚花，花均匀分布。花柄和子房总长2.7－4.5厘米，花冠通常为杯状，密集，中型至大型花，竖直高度5.1－6.6厘米，水平宽度5.5－6.3厘米，花色为乳白色至金黄色，唇瓣前裂片和中裂片散布有不同形态的紫色线条和斑点。背萼片长2.8－3.9厘米，基部宽0.5－0.8厘米，至先端渐缩为钝圆形；侧萼片长2.1－2.5厘米，基部宽0.8－1.1厘米，长钩形，先端钝。花瓣长2.4－3.4厘米，宽2.8－4毫米，几乎为直线形，先端急尖。唇瓣长1.1－1.4厘米，平展後宽1－1.3厘米；前裂片长0.7－0.8厘米，宽1.1－1.4厘米，向内弯曲，近似三角形；中裂片有短爪，长0.4－0.6厘米，平展後宽0.9－1.0厘米，弯管形，先端短急尖；胼胝体微微抬起，有2脊，轮廓不明显，黄色至橙色。花柱长约5毫米，柱基垂直於花柱，长约6毫米。萼囊二裂，圆形，从子房至先端长约7毫米。花期8－9月。

#### 生态
此变种一般地生，常生长於保护区周围的悬崖和多岩石的小溪中。此变种与var. capricornicum相比，植株更为大型和茁壮，花期更晚，裂片更宽。与此变种各方面最为相似原变种也可由各部分的数据差异来区分。此变种的新生植物会大量产生紫色花青素色素，但是在成熟的叶片中一般含量很少，这一点与var. capricornicum和var. blackdownense较为相似。

## 自然杂交种

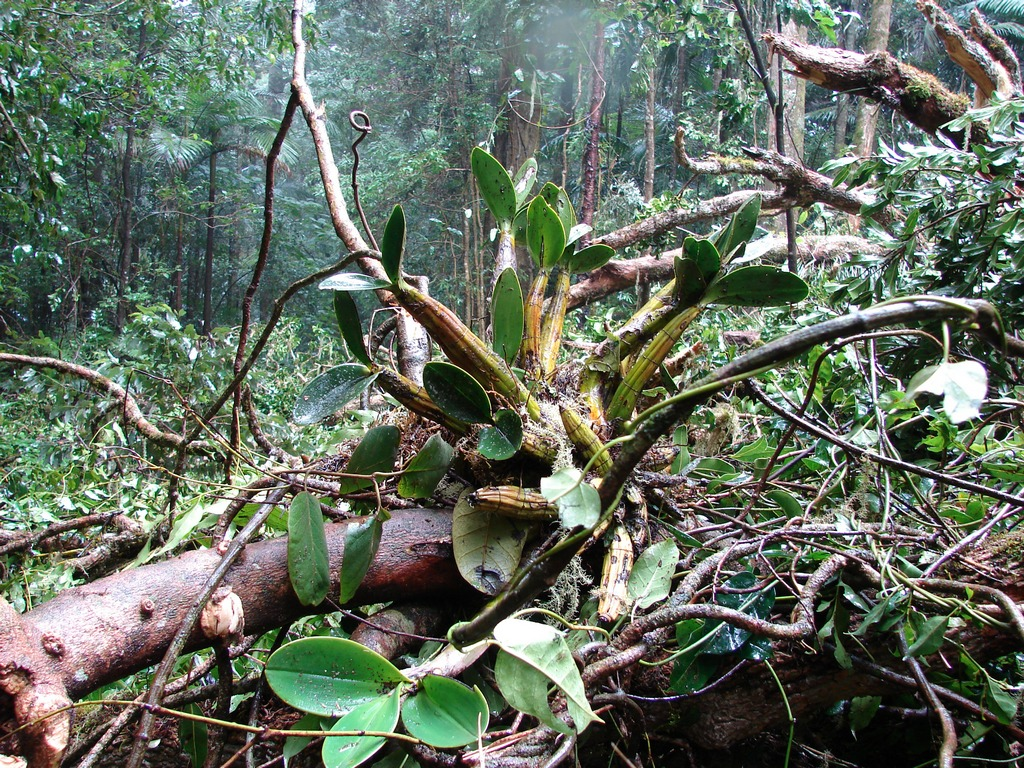
生境

大明石斛与Dendrobium gracilicaule自然杂交产生自然杂交种Dendrobium × gracillimum。此杂交种有时也被描述为Dendrobium  speciosum  var.  nitidum F.M.Bailey、Dendrobium  ×  nitidum (F.M.Bailey) M.A.Clem. & D.L.Jones、Dendrobium speciosum var. bancroftianum  Rchb.f.及Dendrobium jonesii Rendle subsp. bancroftianum (Rchb.f.) M.A.Clem. & D.L.Jones。